# 韓王信
韓 信（かん しん、? - 紀元前196年）は、秦末から前漢初期にかけての武将、政治家。楚漢戦争期の韓王。姓は姫で氏が韓、諱が信である。身長8尺5寸（約195cm）であった。
なお、漢の三傑の一人で同姓同名である韓信との区別のため、韓王信（かんおう しん）と呼称されており、本項も準じる。

## 生涯
戦国時代の韓の襄王の妾腹の曾孫として生まれるが、まだ年少だった紀元前230年に韓が滅亡し、王族の身分を失う。
秦末の動乱期に項梁や張良によって韓王に擁立された横陽君韓成は信の族父（おじ）に当たるが、韓成は秦滅亡後に項羽の不興を買って彭城で処刑され、項羽の配下の鄭昌が韓王となった。楚漢戦争初期、信は張良の推薦で劉邦から成信侯に封じられて、太尉に任命された。まもなく、上将軍韓信に降伏した鄭昌に代わって韓王に封じられた。以後、劉邦の配下として睢水の戦いなどに参戦した。なお、韓王信は劉邦が初めて封じた諸侯王である。
楚漢戦争が終結して劉邦が皇帝となると、韓王信は匈奴への備えのため、太原郡を韓と改名してそこに遷される。間もなく匈奴が領内に侵攻し、信は冒頓単于と休戦交渉を行おうとするが、このことが裏切り行為と見なされ、やむなく匈奴に投降した。以後、匈奴の将軍として漢軍とたびたび交戦するが、紀元前196年に柴武との戦いに敗れて、太子とともに斬首された。
もうひとりの子の韓頽当は許されて、文帝に仕えて弓高侯に封じられた。武帝の寵臣であった韓嫣・韓説は曾孫に当たる。また、曹操に仕え魏の司徒になった韓曁はその末裔と伝えられている。

## 備考
司馬遷の『史記』「韓信盧綰列伝」の「韓信」は韓王信である（韓信は「淮陰侯列伝」で扱われる）。班固の『漢書』で「韓王信伝」の呼称が登場している（巻33、魏豹田儋韓王信伝）。